# Talia al Ghul
Talia al Ghul is een personage uit de strips van DC Comics. Ze is een dochter van Ra's al Ghul en komt voornamelijk voor in verhalen over Batman. Haar opstelling ten opzichte van hem is wisselend. In sommige verhalen is ze Batman vijandig gezind en gedraagt ze zich als een superschurk, andere keren staat ze Batman bij en gedraagt ze zich als antiheldin. Talia is de moeder van Batmans zoon Damian Wayne.

## Biografie
Talia is een dochter van Ra's al Ghul. Als zodanig groeide ze op binnen diens organisatie The Demon en binnen de League of Assassins. In haar eerste ontmoeting met Batman had de toenmalige leider van de League, Doctor Darkk, zich tegen Ra's gekeerd en gingen Batman en Talia een bondgenootschap aan om Darkk te verslaan. Kort daarop werd Robin (Dick Grayson) ontvoerd door de League en ontmoette Batman Ra's al Ghul, die hem vertelde dat Talia ook ontvoerd was. Dit bleek een plan van Al Ghul om te testen of Batman een waardig opvolger voor hem zou zijn. Talia bleek verliefd op Batman en hij op haar, maar hij wees het aanbod om met haar te trouwen en de opvolger van Al Ghul te worden af. Talia kwam daardoor in tweestrijd tussen haar liefde voor Batman en haar trouw aan haar vader.
Talia kwam ook in conflict met haar vader na de wederopstanding van Jason Todd, de tweede Robin. Deze werd vermoord door de Joker, maar kwam door een verandering in de realiteit hevig verminkt en met geheugenverlies weer tot leven. In de hoop het hart van Batman terug te winnen nam Talia Jason onder haar hoede en genas ze hem door hem in een Lazarus Pit te gooien, tot woede van haar vader. Daarna gaf ze Jason financiële steun voor zijn training.
Talia en haar vader groeiden uit elkaar. Talia werd directeur van LexCorp toen Lex Luthor president van de Verenigde Staten werd. Daarbij ondermijnde ze Luthors plannen door geheimen naar Superman te lekken en uiteindelijk alle aandelen van het bedrijf aan de Wayne Foundation te verkopen, zodat Luthor ontmaskerd werd en bankroet ging.
Nadat Al Ghul vermoord werd door Talia's halfzuster Nyssa Raatko, namen Talia en Nyssa de leiding over de League op zich, precies zoals de bedoeling van Ra's was geweest. Talia zwoer haar liefde voor Batman af en omarmde haar lotsbestemming als erfgename van Ra's al Ghul. Ze werd daarmee een van de belangrijkste leden van de Secret Society of Super Villains, maar na Nyssa's dood versplinterde de League.
In de verhaallijn Batman & Son onthulde Talia het bestaan van hun zoon Damian aan Batman. Tevens stal ze het serum van Kirk Langstrom om een leger van Man-Bats te creëren. Kort daarna keerde Ra's al Ghul terug tot leven en trachtte hij Damians lichaam over te nemen. Een samenwerking tussen Batman en Talia voorkwam dat dit hem lukte.
Nadat Batman in Final Crisis leek te zijn omgekomen, nam Dick Grayson de rol van Batman over en benoemde hij Damian tot Robin. Talia was het hier niet mee eens en probeerde Damian tegen Dick op te zetten, wat tot een breuk tussen haar en haar zoon leidde.

## In andere media

### Televisie
- In Batman: The Animated Series kwam Talia in vier afleveringen voor, met de stem van Helen Slater. De eerste drie van deze afleveringen waren gebaseerd op Batmans eerste ontmoetingen met Talia en Ra's (al werd Dr. Darkk vervangen door Count Vertigo).
- Dezelfde versie van Talia had een gastrol in Superman: The Animated Series, maar nu met de stem van Olivia Hussey. Talia helpt Ra's als deze de krachten van Superman probeert over te nemen.
- In Batman Beyond blijkt dat Ra's is omgekomen tijdens zijn laatste confrontatie met Batman. Jaren later ontmoet de bejaard geworden Bruce Wayne Talia weer, die hem een aanbod doet om te verjongen met een technologie die het effect van de Lazarus Pit verbetert. Talia's lichaam blijkt echter te zijn overgenomen door Ra's al Ghul, die Bruces verjongde lichaam wil overnemen. Uiteindelijk komt Ra's/Talia om in een explosie.
- In Batman: The Brave and the Bold kwam Talia ook voor, met een meer Aziatisch uiterlijk. In deze serie was niet zij, maar Catwoman de moeder van Damian.
- Talia verschijnt in de live-action televisieserie Gotham. Echter wordt Talia Nyssa al Ghul genoemd nadat ze Bane's opdrachtgever Theresa Walker blijkt te zijn. Nyssa komt samen met Bane wraak nemen op Barbara Kean en Bruce Wayne voor de dood op haar vader Ra's al Ghul. Nyssa lijkt uiteindelijk verslagen te zijn maar weet uit de stad Gotham te ontsnappen. Nyssa wordt gespeeld door Jaime Murray.

### Film
- Talia heeft een cameo, zonder tekst, in Batman: Under the Red Hood
- In The Dark Knight Rises heeft Talia een cruciale rol als slechterik, in samenwerking met Bane. In de loop van de film maakt Bruce Wayne kennis met een zakenvrouw genaamd Miranda Tate, die zijn bijna failliete bedrijf overneemt en waarmee hij een romantische affaire heeft. In de climax van de film blijkt zij Talia al Ghul te zijn. Talia is geboren in dezelfde gevangenis als Bane, met wie zij na de moord op haar moeder een vertrouwensband opbouwde, en is de enige die er ooit uit heeft kunnen ontsnappen (als kind). In deze film hebben Bane en Talia een innige vriendschap, terwijl Talia in de stripreeksen nooit veel affectie toonde voor Bane. Talia werd gespeeld door Marion Cotillard.

### Computerspellen
- In Batman: Arkham City wordt Talia's stem ingesproken door Stana Katic en speelt ze een cruciale rol in het plan van Ra's. Ze wordt uiteindelijk door Clayface en de Joker vermoord.